# 软薄荷穗
软薄荷穗（学名：Minthostachys mollis），通用名穆纳（西班牙語：muña），基多薄荷（西班牙語：poleo de Quito），也叫安第斯薄荷。是一种木本灌木植物，原生于秘鲁、玻利维亚、哥伦比亚、厄瓜多尔、阿根廷和委内瑞拉。 

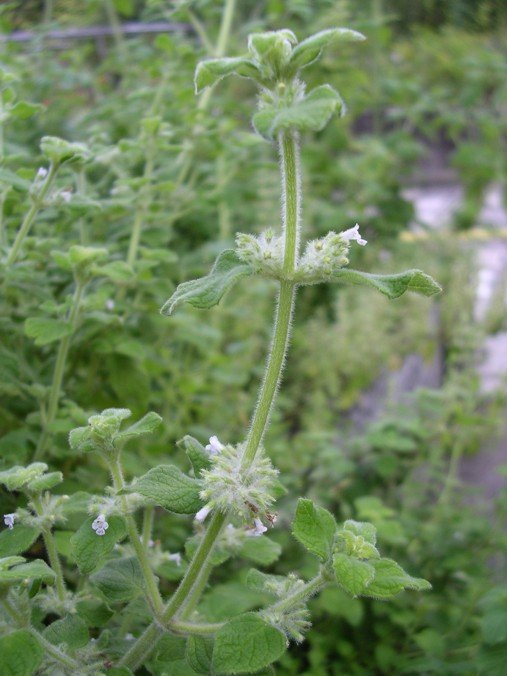
植株的外观。

其种加词“mollis ”意为“柔软的”。

## 描述
穆纳或安第斯薄荷是木本灌木植物，可生成至80到120厘米高，顶部绿叶。它的茎从基部分支出来，并有小叶子。它的花是白色的，聚集在短的簇中。

## 分布与栖息地
它在平均海拔2700米至3400米之间生长，被广泛种植于安第斯山脉地区，特别是在阿普里马克、阿亚库乔、万卡约、帕斯科、万卡维利卡和普诺，各地有着不同的名字，如Huaycho、Coa或ismuña。

## 词源
软薄荷穗的通用名穆纳（西班牙語：muña），源自克丘亚语。

## 分类
软薄荷穗（学名：Minthostahchys mollis）由（Benth）Griseb。并于1874年发表在《哥廷根历史手册》19: 235中。
词源
软薄荷穗的学名 Minthostahchys mollis。其中：
Minthostahchys 源自希腊语的通用名称：minthe = (薄荷)，stachys = (穗)。 该属的物种与薄荷属的物种相似，因为它们外观相似的花和存在精油，尽管这两个属并不相互关联。
Mollis 是拉丁语词，意思是“软的”。
变种
- Minthostachys mollis var. mandoniana (Briq.) Schmidt-Leb.

同义
- Bystropogon canus Benth.
- Bystropogon confertus Willd. ex Steud.
- Bystropogon mollis Kunth basónimo
- Bystropogon pavonianus Briq.
- Bystropogon reticulatus Willd. ex Steud.
- Bystropogon tomentosus Benth.
- Mentha mollis Benth.
- Minthostachys mollis var. mollis
- Minthostachys tomentosa (Benth.) Epling[5]

## 经济和文化意义
软薄荷穗对安第斯人民具有重要意义，因为其叶子中含有精油。 该植物在不同区域的安第斯人的厨房中作为调味料和茶；它还在当地拓展了其在传统医学中的用途。它的性质为医学和药理学领域提供了许多最新研究。
该物种长期以来因其对呼吸系统和消化系统问题的有效性而被开发；它也因其抗菌特性而用于保存食品。最近对这些品质进行了研究，因为对软薄荷穗的抗真菌特性进行了研究。
毒性
软薄荷穗的地上部分含有桉树精油，其摄入可能构成健康风险。

## 化学特性
精油的主要成分是： 
| - 普莱贡 - 薄荷酮 - 薄荷醇 - (-)-ß-蒎烯 | - (-)-α-蒎烯 - 柠檬烯 - 异门酮 - 胡椒酸 - 佩佩 | - 桉树油 - 1-8-桉树油醇 - 香芹酮 |

在花朵中鉴定出19种化合物的精油，主要是29%的新薄荷醇 ，24%的薄荷酮，20%的薄荷醇，和8%的胡椒酮。